# 2020年吉尔吉斯斯坦示威
2020年的吉尔吉斯斯坦示威，是指2020年10月5日周一，由吉尔吉斯斯坦总统索隆拜·热恩别科夫支持的政党贿票引发抗议2020年吉爾吉斯最高議會選舉结果的选举危机。数千名当地民众在吉尔吉斯斯坦首都比什凯克聚集，抗议选举舞弊。警方对此采取行动，使用催泪瓦斯和高压水枪等驱逐阿拉套广场上的抗议者，据称抗议者用石块袭击警察，并造成两名警察受伤。

## 過程
2020年吉爾吉斯最高議會選舉结束后，反对派抗议立法选举充斥着总统索隆拜·熱恩別科夫支持的阵营存在舞弊，至少10个政党要求重选。负责监督选举的欧安组织特派团团长托马斯·博塞鲁普（Thomas Boserup）证实反对派的指控是可信的，其中大面积的舞弊行为发生在总统支持的两个政党。数千名示威者从10月5日开始上街抗议选举舞弊。
10月6日周二清晨，示威者在首都比什凯克展开大规模示威，要求总统热恩别科夫下台，并重新控制了阿拉套广场。警方动用水炮、震撼弹、催泪弹等进行驱散，多批示威者在举行示威的广场附近街道与警爆发冲突。直到凌晨时段，示威民众成功占领了附近的白宫和最高议会大楼，闯入了总统办公室。与此同时，示威民众闯入国安委员会（SCNS）大楼内的监狱，释放了前总统阿尔马兹别克·阿坦巴耶夫和萨德尔·扎帕罗夫等反对派成员。同日，吉尔吉斯斯坦全国选举委员会被迫宣布，議會选举结果无效。
10月9日，吉尔吉斯斯坦总统热恩别科夫宣布比什凯克进入紧急状态。持續時間從9日晚8点持續至10月21日早上8点。當天，吉尔吉斯斯坦不同派别的支持者在比什凯克阿拉套广场上互相扔掷石块，造成人员受伤。
10月12日，吉尔吉斯总统新闻处向俄新社表示，被抗议者占领的议会大楼已经重归政府机构控制。10月16日，吉尔吉斯斯坦议会取消比什凯克的紧急状态。

## 各方回应
10月6日，吉爾吉斯总统索隆拜·热恩别科夫表示，必要时可宣布选举结果无效。反对派政党故乡领导人坎奇别克·塔希耶夫称，各反对派计划组建“人民政府”。同日，吉尔吉斯斯坦全国选举委员会宣布，2020年吉爾吉斯最高議會選舉结果无效，将会在两个星期内重新确定选举日期。

## 影响
10月6日，35名吉尔吉斯斯坦议会議員在被示威者占领的一家酒店内召开特别会议，少於最低法定人數61人。該次会议投票通过，任命反对派领导人萨德尔·扎帕罗夫为代总理、议员梅克特别克·阿卜杜勒达耶夫为新议长。同时也接受总理库巴特贝克·博罗诺夫的辞职。议长茹马别科夫也宣布辞职。10月15日，吉爾吉斯斯坦總統熱恩別科夫宣佈辭職。